# Alberto Camargo
Luis Alberto Camargo González (Duitama, 3 febbraio 1965) è un ex ciclista su strada colombiano.
Professionista dal 1987 al 1996, vinse la medaglia di bronzo ai Giochi centramericani e caraibici nel 1986 nella cronometro a squadre e due tappe alla Vuelta a España.

## Carriera
Si mise in luce in Europa nel 1986 quando partecipò con la nazionale colombiana al Tour de la Communauté Européenne, quello che sarà poi il Tour de l'Avenir, riuscendo ad aggiudicarsi una tappa. Passò quindi professionista in una squadra del proprio paese, la Postobón-Manzana. Nel biennio successivo corse soprattutto in Colombia, ottenendo piazzamenti nelle principali corse a tappe del suo paese: fu settimo alla Vuelta a Colombia nel 1987 e ottavo nel 1988, secondo al Clásico RCN nel 1988. Ebbe modo di partecipare anche al Tour de France 1987, ma si ritirò nel corso della diciassettesima tappa.
Nel 1989 partecipò al suo secondo Tour de France e chiuse la corsa al ventesimo posto in classifica generale. Il piazzamento gli sarebbe anche valso la vittoria della classifica giovani, tuttavia il suo direttore sportivo non lo aveva iscritto per partecipare a tale graudatoria e quindi la vittoria di questa speciale classifica fu appannaggio del francese Fabrice Philipot. In quella edizione della grande corsa a tappe francese, Camargo ottenne un ottavo posto nella diciottesima tappa che terminava a Villard-de-Lans.
Sempre in quella stagione prese parte alla Vuelta a España dove riuscì ad aggiudicarsi la ventunesima tappa, ma concluse la corsa nelle posizioni di rincalzo per quanto riguarda la classifica generale. Fra gli altri risultati di quella stagione, una vittoria di tappa al Clásico RCN, l'ottavo posto alla Volta Ciclista a Catalunya e il decimo al Critérium du Dauphiné Libéré.
Nel 1990 prese nuovamente parte alla Vuelta a España, riuscendo a bissare il successo di tappa ottenuto l'anno precedente e chiudendo ventiduesimo nella classifica generale finale. Nella stagione seguente vinse una tappa alla Vuelta a Colombia e fu quarto ai campionati nazionali in linea, mentre in Europa non riuscì a raggiungere gli stessi risultati dell'anno precedente. Solo al Tour de France chiuse al diciottesimo posto in classifica generale, ottenendo il suo miglior risultato nella Grande Boucle.
Nel 1992 vinse il Clásico RCN e la Vuelta a los Valles Mineros, fu terzo alla Vuelta a Colombia, dove però vinse il prologo, nono alla Euskal Bizikleta, quinto al Critérium du Dauphiné Libéré e alla Vuelta a España fu tredicesimo. L'anno dopo passò a correre per una squadra spagnola, la Artiach-Filipinos, e nel 1994 fu decimo alla Vuelta a España, ottenendo quindi il suo miglior risultato nella classifica generale di un Grande Giro; vinse inoltre la decima tappa di quella edizione della corsa a tappe spagnola. In quella stessa annata fu decimo nella Vuelta a Murcia e quarto, vincendo una tappa, alla Vuelta a Asturias.

## Palmarès
- 1986 (dilettanti)

8ª tappa Vuelta a Colombia
10ª tappa Vuelta a Colombia
Classifica generale Tour de la Guadeloupe
13ª tappa Tour de la Communauté Européenne
- 1988

Classifica generale Vuelta al Valle del Cauca
- 1989

21ª tappa Vuelta a España (Collado Villalba > Palazuelos de Eresma)
1ª tappa Clásico RCN
- 1990

12ª tappa Vuelta a España (San Isidro > Naranco)
Prologo Gran Premio Internacional de Café
- 1991

Prologo Vuelta a Colombia
- 1992

6ª tappa Clásico RCN
Classifica generale Clásico RCN
2ª tappa Vuelta a los Valles Mineros
Classifica generale Vuelta a los Valles Mineros
2ª tappa Gran Premio Internacional de Café
- 1994

6ª tappa Vuelta Asturias

## Piazzamenti

### Grandi Giri
- Tour de France

1987: ritirato (17ª tappa)
1989: 20º
1991: 18º
1992: ritirato (13ª tappa)
1994: 55º
- Vuelta a España

1989: 51º
1990: 22º
1992: 13º
1993: ritirato (12ª tappa)
1994: 10º

### Competizioni mondiali
- Campionati del mondo

Colorado Springs 1986 - In linea Dilettanti: 51º
Ronse 1988 - In linea: ritirato
Stoccarda 1991 - In linea: 49º
Agrigento 1994 - In linea: ritirato
Duitama 1995 - In linea: ritirato